# Tegualda (Chili)
Pour les articles homonymes, voir Tegualda.
Tegualda est un petit village du sud du Chili, situé dans la commune de Fresia, dans la région des Lacs. Il est à 12 km au nord de Fresia et à 31 km à l’ouest de Frutillar. Il compte 657 habitants selon le recensement de 2017.

## Description
Tegualda dispose d’une école, d’une chapelle et d’une place où se trouvent la foire rurale, un atelier et le bureau municipal. Il a des routes pavées vers Fresia (V-46) et Frutillar (V-20).
Au mois de janvier est célébrée la fête costumée organisée par la Junta de Vecinos n° 6 de Tegualda, où l’on peut déguster une gastronomie typique de la localité, en plus de pouvoir apprécier l’artisanat, les jeux typiques, les groupes folkloriques de chant et de danse.
Le mois de février marque l’anniversaire de Tegualda, avec des activités pour élire une reine ou un roi représentant le peuple.
Une foire aux laines est également organisée par un groupe de femmes entrepreneurs en collaboration avec l’école San Andrés. Dans cette activité, des artisans du secteur et d’autres communes sont invités à apprécier les savoirs et les saveurs, l’animation folklorique étant faite les élèves de l’école qui préparent des numéros artistiques. Cette activité se fait dans le gymnase de l’école.